# Porcellionides cyprius
Porcellionides cyprius is een pissebeddensoort uit de familie van de Porcellionidae. De wetenschappelijke naam van de soort is voor het eerst geldig gepubliceerd in 1969 door Strouhal.